# Австралийская федеральная полиция
Австралийская федеральная полиция –  федеральный орган полиции Австралийского Союза, входит в портфель Министерства внутренних дел и Министерства генерального прокурора. Официально создана 19 октября 1979 года в результате реформирования трех ранее существовавших ведомств: полиции Содружества, полиции Австралийского союза и федерального бюро по борьбе с наркотиками. В функции Австралийской федеральной полиции, кроме обще-полицейских, входят внешняя разведка и охрана безопасности главы государства и Правительства.

## Текущие направления работы
- Незаконный оборот наркотиков
- Торговля людьми, в том числе сексуальное рабство и эксплуатация человека
- Крупное мошенничество против правительства
- Преступления с участием информационных технологий и связи
- Предупреждение, борьба с терроризмом
- Транснациональные и мульти-юрисдикционные преступления
- Отмывание денег
- Организованная преступность
- Обеспечение авиационной безопасности в крупных аэропортах Австралии

## Учреждения
- Национальная координационная группа по вопросам без вести пропавших
- Австралийское Национальное центральное бюро Интерпола
- Австралийский центр данных взрывчатых веществ
- Международная группа развертывания
- Команда торжественного протокола (почетный караул)
- Аэропортовые службы Австралийской федеральной полиции[1]

## Подобные учреждения в других странах
- Австрия
  - Федеральное управление уголовной полиции
- Бразилия
  - Федеральная полиция
- Канада
  - Королевская канадская конная полиция (КККП)
- Германия
  - Федеральная полиция
  - Федеральное управление уголовной полиции
- Ирландия
  - Национальное бюро уголовного розыска
- Новая Зеландия
  - Полиция Новой Зеландии
- Россия
  - Федеральная служба безопасности (ФСБ)
  - Федеральная служба войск национальной гвардии (Росгвардия)
- Испания
  - Национальная полиция (CNP)
- США
  - Федеральное бюро расследований (ФБР)
- Федеральная служба охраны

## Галерея
- Автомобиль Федеральной полиции Австралии
- Сотрудники Федеральной полиции Австралии